# Бреценхајм
Бреценхајм (њем. Bretzenheim) општина је у њемачкој савезној држави Рајна-Палатинат. Једно је од 119 општинских средишта округа Бад Кројцнах. Према процјени из 2010. у општини је живјело 2.420 становника. Посједује регионалну шифру (AGS) 7133018.

## Географски и демографски подаци
Бреценхајм се налази у савезној држави Рајна-Палатинат у округу Бад Кројцнах. Општина се налази на надморској висини од 102 метра. Површина општине износи 5,8 km². У самом мјесту је, према процјени из 2010. године, живјело 2.420 становника. Просјечна густина становништва износи 417 становника/km².